# Subiculum
Le subiculum est la partie basse de la formation hippocampique située entre le cortex entorhinal et la corne d'Ammon CA1.
Le subiculum est une zone de transition entre le néocortex à six couches du cortex entorhinal et l'archicortex à trois couches de CA1.
C'est la voie principale de sortie de l'hippocampe par des afférences venant de CA1.
Le subiculum avec le presubiculum et le parasubiculum, forment la région subiculaire.
|                      |
| Coupe coronale de T5 |